# Trillizos, ¡dijo la partera!
Trillizos, ¡dijo la partera! (noto anche come Trillizos) è un serial tv argentino, che ha come protagonista Guillermo Francella e Laura Novoa. È stata trasmessa a partire dal 15 marzo 1999 sulla rete televisiva argentina Telefe. Racconta la storia dei fratelli Marcelo, Enzo e Luis, tutti interpretati da Guillermo Francella.